# Ischnosiphon crassispicus
Ischnosiphon crassispicus är en strimbladsväxtart som beskrevs av Bengt Lennart Andersson. Ischnosiphon crassispicus ingår i släktet Ischnosiphon och familjen strimbladsväxter. Inga underarter finns listade.